# Джек Ричер (персонаж)
Джек Ричер (англ. Jack Reacher) — главный герой серии романов и рассказов, написанных английским писателем Ли Чайлдом.
В январе 2020 года Ли Чайлд объявил, что устал от серии и намерен оставить ее. Эстафету он передает брату Эндрю Гранту, также писателю. Несколько следующих книг Ли и Эндрю написали вместе в рамках переходного периода. Эндрю Грант участвует в этом проекте под псевдонимом Эндрю Чайлд.

## Биография
Джек Ричер, бывший майор военной полиции, вышедший в отставку в возрасте 36 лет.. Рост — 195 см (6 футов и 5 дюймов), вес — 100-113 кг (220-250 фунтов). Голубые глаза. Шрамы возле уголка левого глаза и на верхней губе. Имеет шрамы от осколочного ранения в живот в Бейруте и пулевого в грудь.

### Ранние годы
Джек Ричер родился 29 октября 1960 года на военной базе в Западном Берлине.
Отец — капитан Стэн Ричер, Корпус морской пехоты США, умер в 1988 году. Мать — Жозефин (Жози́) Ричер (в девичестве — Мутье), француженка, участница Сопротивления в годы Второй мировой войны, умерла от рака в Париже в 1990 году. Дед по материнской линии — Лоран Мутье, парижский мастер по ремонту мебели, прошёл обе мировые войны, умер в 1974 году в Париже в возрасте 90 лет. Старший брат — Джо Ричер, служил в военной разведке, затем в Министерстве финансов, погиб в 1997 году, расследуя дело о фальшивых деньгах. Брата в семье и в школе называли по имени, Джека — почему-то только по фамилии: «Никто не знал почему, но его семья состояла из Стэна, Жози, Джо и Ричера, и так было всегда».
Оба брата с детства свободно владели французским языком — родным языком матери.
Из-за многочисленных переводов отца на различные военные базы детство Джека и его брата прошло в разных точках земного шара. Несмотря на то, что Джо старше, Джек был бесстрашным и всегда заступался за брата. Во время прохождения психологического теста, Джек оказался единственным ребёнком, который не испугался, а ринулся навстречу опасности.
В 1974 году отца Джека переводят с Гавайев на Окинаву. Там Ричер раскрывает пропажу книги с кодами. Подробности события описаны в рассказе «Второй сын».
В июле 1977 года в Нью-Йорке Ричер помогает агенту ФБР Джилл Хемингуэй разобраться с наркоторговцами и встречает серийного убийцу Дэвида Берковица. Тогда же он решает поступить на службу в военную полицию. Подробности события описаны в рассказе «Жара».

### Служба в армии
Как отец и старший брат, Джек Ричер решает служить в армии США. После четырёх лет обучения оканчивает Военную академию США в Вест-Пойнте, штат Нью-Йорк. 13 лет отслужил в военной полиции, в звании майора командовал элитным 110-м подразделением. Обладатель Серебряной звезды, медали «За отличную службу», ордена «Легион почёта», Солдатской медали, Бронзовой звезды и Пурпурного сердца..
В 1986 году Ричер в звании капитана расследует утечку информации по производству новой снайперской винтовки. События описаны в рассказе «В глубине души». В 1989 году уже майором Джек расследует убийство подполковника Каролины Кроуфорд, разработавшей новую доктрину по Ближнему Востоку (рассказ «Маленькие войны»). В 1990 году Ричер раскрывает заговор против политики сокращения бронетанковых войск США, но оказывается пониженным в звании до капитана («Враг»). В 1991 году он расследует дело снайпера Джеймса Барра, застрелившего четырёх человек в Кувейте («Выстрел»). Также, в звании капитана Джек Ричер устраняет советского шпиона, с помощью документов которого помогает потерявшему всё Джеймсу Пенни приобрести новую личность. События описаны в рассказе «Новая личность Джеймса Пенни». В 1996 году майор Ричер под прикрытием повышения квалификации занимается расследованием сделки на 100 миллионов долларов в Гамбурге («Джек Ричер, или Вечерняя школа»), а в 1997 году разоблачает преступную деятельность офицера и его отца-политика, после чего подаёт в отставку («Джек Ричер, или Дело»).

### После отставки
В 1997 году Джек Ричер разоблачает группу фальшивомонетчиков, убивших его брата Джо. События описаны в романе «Этаж смерти». Следующий роман «Джек Ричер, или Цена её жизни» рассказывает о том, как Ричер предотвращает террористический акт в Сан-Франциско. Далее, Джек раскрывает настоящую личность занимающегося рейдерством бизнесмена («Джек Ричер, или Ловушка») и находит серийного убийцу женщин, служивших в армии («Джек Ричер, или Гость»).
Ведя кочевой образ жизни, Джек Ричер оказывается вовлечённым в различные конфликтные ситуации. В романе «Кровавое эхо» он помогает молодой латиноамериканке, избиваемой собственным мужем. В книге «Точный расчёт» Ричер консультирует Секретную службу США, помогая наладить охрану вице-президента, и устанавливает человека, готовившего покушение на него. Затем он уничтожает своего давнего противника, которого считал мёртвым («Убедительный довод»), расправляется с членами русской мафии («Выстрел»), помогает женщине и её дочери, сбежавшей от мужа-убийцы («Похититель»), вместе с бывшими сослуживцами распутывает дело о поставке оружия террористам («Сплошные проблемы и неприятности»), расстраивает планы главы города Диспейр в Колорадо («Нечего терять») и обезвреживает террористов («Джек Ричер, или Я уйду завтра»).
В романе «Джек Ричер, или 61 час», оказавшись вовлечённым в защиту свидетельницы преступной сделки, Ричер знакомится по телефону с новым командиром 110-го подразделения Сьюзен Тернер. Её голос нравится Джеку и он решает познакомиться с ней лично. Чудом выжив после взрыва, Ричер из Южной Дакоты попадает в Небраску, где разоблачает и уничтожает торговцев людьми («Джек Ричер, или Это стоит смерти»). Выбираясь из Небраски на попутке, он оказывается замешанным в антитеррористическом расследовании и помогает агенту ФБР, работающему под прикрытием («Джек Ричер, или В розыске»). Наконец, добравшись до Виргинии, Ричер знакомится с майором Тернер и распутывает коррупционное дело, связанное с высшими чинами из министерства обороны США («Джек Ричер, или Никогда не возвращайся»).
Затем Ричер занимается поисками снайпера, пытавшегося убить президента Франции («Джек Ричер, или Личный интерес») и раскрывает дело о нелегальном кинобизнесе («Джек Ричер, или Заставь меня»). После этого Джек занимается поисками выпускницы Военной академии США Серены Роуз Сандерсон («Джек Ричер, или Граница полуночи»). В романе «Джек Ричер, или Прошедшее время» Ричер пытается найти дом, в котором вырос его отец, и, возможно, узнать причину, по которой тот поступил в морскую пехоту в столь раннем возрасте. По воле случая, он также помогает молодой паре из Канады вырваться из лап охотников на людей.

## Способности и навыки
Джек Ричер обладает врождённой наблюдательностью, отшлифованной за годы службы в военной полиции, и блестящими аналитическими способностями. Развитая эмпатия помогает ему разбираться в людях, уверенно и, как правило, безошибочно предсказывать их поведение. Превосходно считает в уме и очень любит это занятие. Во время службы он приобрёл феноменальную способность ориентироваться во времени без часов, в том числе просыпаться в нужное время без будильника с точностью до минуты. Там же он научился рукопашному бою (прошёл все курсы единоборств, которые только могла предложить армия), разбираться в оружии и метко стрелять. Среди его трофеев — кубок Уимблдона для снайперов, единственный случай, когда представитель военной полиции обыграл морских пехотинцев. Прекрасно координирован и очень силён физически. Ричер не очень хорошо водит автомобиль, у него даже нет водительских прав — основного типа удостоверения личности в Соединённых Штатах.
А специфику своего армейского опыта Ричер однажды кратко объяснил одному из штатских коллег так: в военной полиции он занимался тем же, чем занимается обычный полицейский — разыскивал людей, совершивших преступление. Разница лишь в том, что практически все его подозреваемые были военнослужащими. То есть прекрасно подготовленными профессиональными убийцами…

## Личная жизнь
Джек Ричер никогда не был женат, однако, он часто заводит романы — как правило, с одним из главных женских персонажей очередной книги, что ненавязчиво напоминает о «девушках Бонда». Среди его женщин были: Крисси («Жара»), лейтенант Саммер («Враг»), помощник советника по национальной безопасности Мэриан Синклер («Джек Ричер, или Вечерняя школа»), шериф Элизабет Деверо («Джек Ричер, или Дело»), офицер полиции Роско Конклин («Этаж смерти»), агент ФБР Холли Джонсон («Джек Ричер, или Цена её жизни»), Джоди Джейкоб, дочь полковника Леона Гарбера, под началом которого служил Ричер («Джек Ричер, или Ловушка» и «Джек Ричер, или Гость»), агент ФБР Лиза Харпер («Джек Ричер, или Гость»), агент секретной службы Мэри Эллен Фролих («Точный расчёт»), федеральный агент Сюзен Даффи («Убедительный довод»), бригадный генерал Эйлин Хаттон («Выстрел»), бывший агент ФБР Лорен Полинг («Похититель»), бывшая сослуживица Ричера по 110-му подразделению Карла Диксон («Сплошные проблемы и неприятности»), офицер полиции Воэн («Нечего терять»), детектив нью-йоркской полиции Тереза Ли («Джек Ричер, или Я уйду завтра»), майор военной полиции Сьюзен Тернер («Джек Ричер, или Никогда не возвращайся»), агент ФБР в отставке Мишель Чан («Джек Ричер, или Заставь меня»), майор армии США в отставке Серена Роуз Сандерсон («Джек Ричер, или Граница полуночи»).

## Экранизации
Том Круз играл роль Джека Ричера дважды: в фильмах «Джек Ричер» (2012) и «Джек Ричер 2: Никогда не возвращайся» (2016). Отличие внешности актёра от персонажа романов получило много отрицательных отзывов. Однако сам Ли Чайлд положительно отзывался о Ричере, сыгранном Крузом; ему было важнее качественное сходство, а не внешнее.
Алан Ритчсон сыграл роль Джека Ричера в телесериале «Ричер», первый сезон которого вышел 4 февраля 2022 года, а второй сезон выходил с 15 декабря 2023 по 19 января 2024 года на платформе Amazon Prime Video.

## В других произведениях
Джек Ричер упоминается в романе Стивена Кинга «Под куполом»:
Уэттингтон получила благодарность за раскрытие сети наркоторговцев, действовавших на базе Шестьдесят седьмого тылового госпиталя в немецком Вюрцбурге, и её лично рекомендовал Джек Ричер, самый крутой из когда-либо служивших военных копов, по моему скромному мнению.Стивен Кинг, «Под куполом», глава 8, пер. Виктора Вебера